# 2840 Kallavesi
A 2840 Kallavesi (ideiglenes jelöléssel 1941 UP) a Naprendszer kisbolygóövében található aszteroida. Liisi Oterma fedezte fel 1941. október 15-én.